# Spinnrock
Denna artikel handlar om textilredskapet Spinnrock. För åkattraktionen på Liseberg, se Spinrock.

Spinnrock, ca 1918 - Hallwylska museet

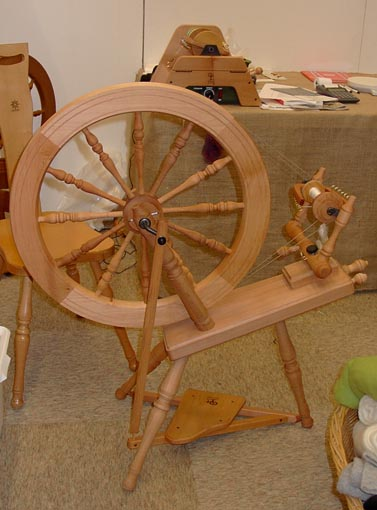
Nyproducerad spinnrock.

Spinnrock är ett redskap för spinning av tråd och garn från fiber, försedd med vingsspindel. 
Spinnrocken har sitt ursprung i hjulrocken (långrock), som är av orientaliskt ursprung. I Europa är hjulrocken känd från 1338. Spinnrocken, som till skillnad från hjulrocken är försedd med vingspindel, och senare även trampa, är mer effektiv än hjulrocken, och ger en hårdare snodd tråd. För ullgarn har den bland annat i England inte ansetts lämplig, och ännu på 1700-talet användes främst hjulrockar där. Richard Arkwrights spinnmaskin var baserad på hjulrocken.
Den tidigaste kända avbildningen av en spinnrock härrör från en tysk handskrift från omkring 1480. Denna spinnrock saknar trampa, den förefaller ha tillkommit senare. I Dalarna och Hälsingland har spinnrocken kallats "tyskrock", vilket antyder varifrån spinnrocken kommit till Sverige. Första uppgiften om spinnrockar i Sverige härrör från 1552, då tre tramprockar infördes till Stockholm från Lübeck. När ett vantmakeri anlades i Kalmar på 1560-talet upptas fyra spinnrockar i förteckningen över erforderlig materiel. I Olof Bromans Glysisvallur sägs spinnrocken vara en nyhet i Hälsingland, och det antas att det även i övriga Sverige var i början av 1700-talet den började få större spridning. En variant med vingspindeln placerad ovanför rockhjulet kallas högrock.

## Etymologi
Ordet spinnrock kan, enligt Gösta Bergmans etymologiska ordbok Ord med historia, härledas ur ordet för den föregående metodens redskap: spinnkäpp och slända. Käppen på vilken det bearbetade garnet (lin eller ull företrädesvis, men även nässla och hampa) anbringades, kallades på medeltiden rokker, rock eller raket, från fornnordiskans rokkr.
På grund av sitt underliga spinnande läte, som har liknats vid ljudet av en spinnrock, har fågeln nattskärra också kallats spinnrock. "Spinnande" som beskrivning av ljud i allmänhet är en jämförelse med ljudet av en spinnrock. Tex låter den som en katt.

## Galleri

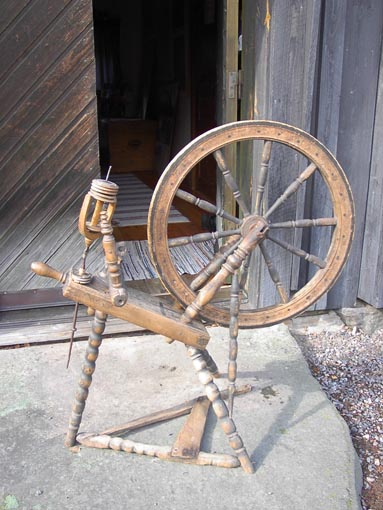
Spinnrock på Finnerödja hembygdsgård. Observera att den är inkomplett, vingspindeln har lossat från sitt fäste och den saknar rockhuvud.
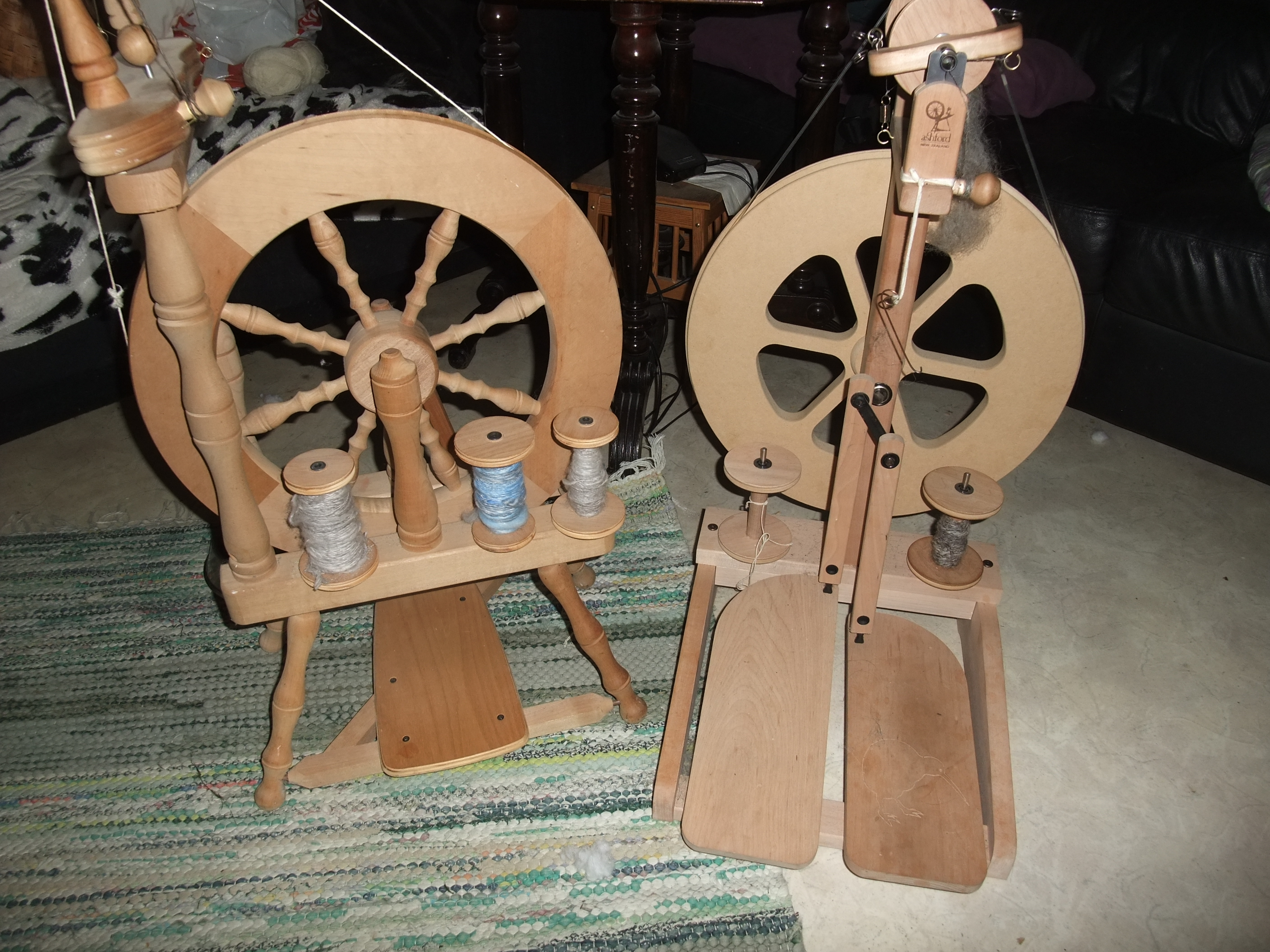
Två varianter av Ashfords spinnrock, så kallad Högrock.
- Spinna ull på slända och spinnrock - Skansen